# Costa-Gavras

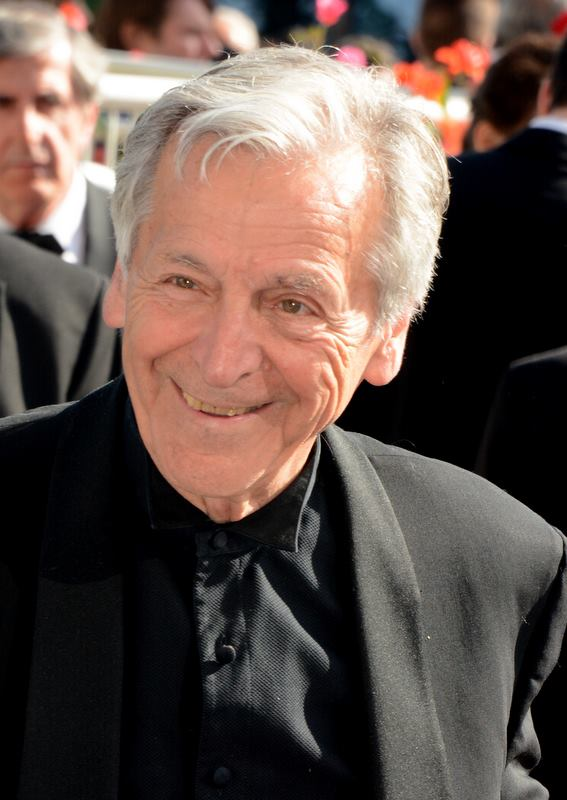
Costa-Gavras (2015)

Costa-Gavras (* 12. Februar 1933 in Loutra Iraias, Arkadien, als Konstantínos Gavrás, griechisch Κωνσταντίνος Γαβράς) ist ein griechisch-französischer Filmregisseur, Drehbuchautor und Filmproduzent. Er wurde vor allem mit seinen vielfach ausgezeichneten politisch engagierten Filmen international bekannt. Als genreprägende Klassiker drehte er beispielsweise Z (1969), Das Geständnis (1970), Der unsichtbare Aufstand (1972) und Vermißt (1982).

## Leben
Costa-Gavras’ Vater war ein Regierungsbeamter, der sich am kommunistisch geprägten Widerstand gegen die deutsche Besatzung beteiligte. 1945 zog die Familie nach Athen, ehe der Vater nach Ausbruch des Griechischen Bürgerkriegs 1946 seine Arbeitsstelle verlor.
Costa-Gavras wanderte 1954 nach Frankreich aus, nachdem er in seiner Heimat keinen Studienplatz erhalten hatte. 1956 erhielt er die französische Staatsangehörigkeit. Er begann ein Studium der Vergleichenden Literaturwissenschaft an der Pariser Sorbonne, lernte aber am privaten Filminstitut Cinémathèque française eine Vielzahl anspruchsvoller Filme kennen und wechselte an das Institut des hautes études cinématographiques. Dort erwarb er ein Diplom in Regie und Filmproduktion. Ab 1965 war er als Regisseur tätig. Seine Filme bilden meist eine von politischen Missständen geprägte Gesellschaft ab, gegen die Costa-Gavras Stellung bezieht. Von 1982 bis 1987 leitete er bereits die Cinémathèque française, seit Juli 2007 tut er dies wieder.
Unter seiner Regie entstanden mehrere Klassiker des Genres Politthriller: Z (Oscar für den besten fremdsprachigen Film 1969), der die Hintergründe der Errichtung der griechischen Militärdiktatur unter dem Obristenregime in den 1960er Jahren thematisiert, Das Geständnis über Slánský-Prozess und stalinistische Schauprozesse in der Tschechoslowakei, Der unsichtbare Aufstand, der den Widerstand der Tupamaros gegen die von den Vereinigten Staaten unterstützte Militärdiktatur in Uruguay zum Thema hat, und Missing (deutscher Titel: Vermißt), der vor dem Hintergrund des Militärputsches 1973 in Chile erneut das US-amerikanische Engagement zugunsten eines postfaschistischen Regimes kritisch aufgreift.
2002 verfilmte er mit Der Stellvertreter das gleichnamige Theaterstück von Rolf Hochhuth aus dem Jahr 1963 die auf Tatsachen basierende Geschichte des SS-Mannes Kurt Gerstein, der aus christlichen Motiven heraus versuchte, die katholische Kirche gegen den Holocaust zu mobilisieren, nachdem er selbst durch seine wissenschaftliche Beteiligung an der Giftgasentwicklung zum Mitwisser und unter Gewissensbelastungen zum Mitverantwortlichen am Holocaust geworden war. Der Film brachte Costa-Gavras zusammen mit Jean-Claude Grumberg 2003 einen César für das Filmskript ein. Eine weitere César-Nominierung erhielt der Filmemacher zwei Jahre später für die Satire Die Axt, in der José Garcia als arbeitsloser Ingenieur, der seinen Konkurrenten auf dem Arbeitsmarkt nach dem Leben trachtet, zu sehen ist.

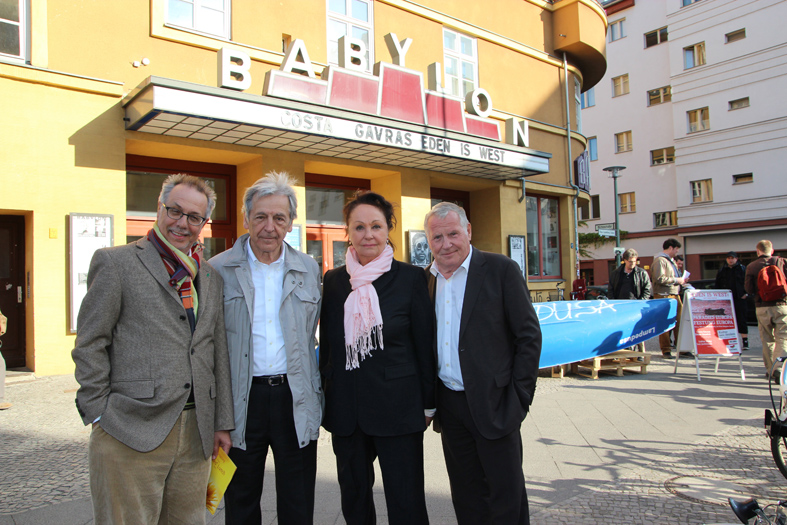
Costa-Gavras (2. von links) mit Dieter Kosslick, Luc Jochimsen und Lothar Bisky in Berlin (2011)

Bei der Berlinale war Costa-Gavras 2008 Präsident der Internationalen Jury. 1990 wurde er beim Berliner Filmfest für seinen Thriller Music Box – Die ganze Wahrheit mit dem Goldenen Bären ausgezeichnet.
Am 9. Oktober 2017 erklärte Costa-Gavras, er wolle auf Grundlage des Berichts des ehemaligen griechischen Finanzministers Yanis Varoufakis mit dem Titel Adults in the Room über seine Erfahrungen auf dem europäischen politischen Parkett  einen Film drehen. Den Bericht zu lesen, habe ihn traurig gemacht, jedoch auch wütend auf die „Gewalt und Gleichgültigkeit der Mitglieder der Eurogruppe, insbesondere Deutschlands, gegenüber dem Drama und der unerträglichen Situation, in der die Menschen in Griechenland leben und lebten“.
1968 heiratete Costa-Gavras das frühere französische Mannequin Michèle Ray, die als Journalistin und Filmproduzentin bekannt wurde. Aus der Beziehung stammen drei Kinder, darunter Romain Gavras und Julie Gavras, die wie ihr Vater beide im Filmgeschäft aktiv wurden.
2018 erschien seine ausführliche Autobiographie unter dem Titel: Costa-Gavras, Va où il est impossible d'aller.

## Filmografie (Auswahl)
Regie
- 1965: Mord im Fahrpreis inbegriffen (Compartiment tueurs)
- 1966: Ein Mann zuviel (Un homme de trop)
- 1969: Z
- 1970: Das Geständnis (L’ Aveu)
- 1972: Der unsichtbare Aufstand (État de siège)
- 1975: Sondertribunal – Jeder kämpft für sich allein (Section spéciale)
- 1979: Die Liebe einer Frau (Clair de femme)
- 1982: Vermißt (Missing)
- 1983: Hanna K.
- 1986: Ehrbare Ganoven (Conseil de famille)
- 1988: Verraten (Betrayed)
- 1989: Music Box – Die ganze Wahrheit
- 1993: Die kleine Apokalypse (La Petite Apocalypse)
- 1997: Mad City
- 2002: Der Stellvertreter (Amen.)
- 2005: Die Axt (Le Couperet)
- 2009: Eden is West (Eden à l’ouest)
- 2012: Le Capital
- 2019: Adults in the Room
- 2024: Le dernier souffle

Produktion
- 1966: Ein Mann zuviel (Un homme de trop)
- 1985: Tee im Harem des Archimedes (Le Thé au harem d’Archimède)
- 1989: Pleure pas my love
- 2006: Der Oberst und ich (Mon colonel)
- 2009: Eden is West (Eden à l’ouest)
- 2016: In meinem Alter rauche ich immer noch heimlich (À mon âge je me cache encore pour fumer)

## Auszeichnungen (Auswahl)
- 1969: Jurypreis der Internationalen Filmfestspiele von Cannes für Z
- 1969: New York Film Critics Circle Award in der Kategorie Beste Regie für Z
- 1970: Zwei Oscar-Nominierungen in den Kategorien Beste Regie und Bestes adaptiertes Drehbuch (mit Jorge Semprún) für Z
- 1970: Edgar Allan Poe Award in der Kategorie Bestes Filmdrehbuch für Z
- 1971: Nastro d’Argento in der Kategorie Beste Regie eines ausländischen Films für Das Geständnis
- 1971: Premio Sant Jordi in der Kategorie Bester ausländischer Film für Das Geständnis
- 1972: Louis-Delluc-Preis für Der unsichtbare Aufstand
- 1975: Regiepreis der Internationalen Filmfestspiele von Cannes für Sondertribunal
- 1982: Goldene Palme der Internationalen Filmfestspiele von Cannes für Vermißt
- 1983: Writers Guild of America Award in der Kategorie Bestes adaptiertes Drehbuch (mit Donald Stewart) für Vermißt
- 1983: Oscar in der Kategorie Bestes adaptiertes Drehbuch (mit Donald Stewart) für Vermißt
- 1983: British Academy Film Award in der Kategorie Bestes adaptiertes Drehbuch (mit Donald Stewart) für Vermißt
- 1983: Zwei London Critics’ Circle Film Award in den Kategorien Beste Regie und Bestes Drehbuch (mit Donald Stewart) für Vermißt
- 1990: Goldener Bär der Filmfestspiele Berlin für Music Box
- 1995: Ehrenpreis des Human Rights Watch International Film Festival
- 2003: Prix Lumières in der Kategorie Bester Film für Der Stellvertreter
- 2003: César in der Kategorie Bestes Drehbuch für Der Stellvertreter
- 2003: Ehrenpreis des Festivals des Neuen Lateinamerikanischen Films
- 2005: Preis für sein Lebenswerk des Internationalen Filmfestivals von Kopenhagen
- 2005: Film- und Literaturpreis des Film by the Sea International Film Festival für Die Axt
- 2008: A Tribute to… Award des Zurich Film Festival
- 2013: Magritte-Ehrenpreis für sein Lebenswerk
- 2013: Preis für sein Lebenswerk beim 17. Internationalen Filmfestival von Sofia[5]
- 2018: Ehrenpreis bei der Verleihung des Europäischen Filmpreises[6]
- 2019: Jaeger-LeCoultre Glory to the Filmmaker Award der 76. Internationalen Filmfestspiele von Venedig[7]
- 2022: Locarno Film Festival – Pardo alla carriera[8]

## Autobiographie
- Va où il est impossible d'aller, Paris, Le Seuil, coll. « Mémoires », 2018, ISBN 9782021393897.